# Gringo: Es busca viu o mort
Gringo: Es busca viu o mort (títol original, Gringo) és una pel·lícula d'acció còmica del 2018 dirigida per Nash Edgerton i escrita per Anthony Tambakis i Matthew Stone. La pel·lícula és protagonitzada per David Oyelowo, Charlize Theron (que també va produir-la), Joel Edgerton (germà de Nash), Amanda Seyfried, Thandiwe Newton i Sharlto Copley. Segueix un home de negocis d'estil suau que és enviat a Mèxic per lliurar una píndola experimental de marihuana. Quan és segrestat per un càrtel de la droga, ha d'escapar amb un mercenari contractat. La pel·lícula va ser coproduïda entre els Estats Units i Austràlia.
La pel·lícula es va estrenar als Estats Units el 9 de març de 2018 a càrrec d'Amazon Studios i STXfilms. S'ha doblat i subtitulat al català.

## Repartiment
- David Oyelowo com a Harold "Harry" Soyinka
- Joel Edgerton com a Richard Rusk
- Charlize Theron com a Elaine Markinson
- Thandiwe Newton com a Bonnie Soyinka
- Sharlto Copley com a Mitch Rusk
- Harry Treadaway com a Miles
- Amanda Seyfried com a Sunny

## Producció
El 12 de maig de 2014, Charlize Theron es va unir al repartiment de la pel·lícula, aleshores titulada American Express. El 10 de desembre de 2015, David Oyelowo, Amanda Seyfried i Joel Edgerton també s'hi van unir. L'11 de març de 2016, es va anunciar la incorporació de Thandiwe Newton, Kenneth Choi, Harry Treadaway, Michael Angarano i Yul Vazquez. L'11 de maig de 2016, STX Entertainment va adquirir els drets de distribució de la pel·lícula. El rodatge principal va començar el 7 de març de 2016.